# Martha Lane Fox
Martha Lane Fox, baronessa Lane-Fox di Soho (Londra, 10 febbraio 1973) è un'imprenditrice e politica britannica.

## Biografia
È nata a Londra come prima figlia del classicista Robin Lane Fox e di Louisa Caroline Mary Farrell in una famiglia della landed gentry. Ha studiato presso la scuola privata femminile Oxford High School e poi presso la Westminster School; iscrittasi al Magdalen College dell'Università di Oxford, si è poi laureata con un bachelor of arts in storia antica e moderna.
Negli ultimi anni '90 è entrata in Spectrum, azienda per la consulenza nel campo dei media e delle tecnologie dell'informazione, dove incontrò Brent Hoberman con cui fondò nel 1998 lastminute.com, un portale per l'organizzazione di viaggi e vacanze all'ultimo minuto; dopo aver lasciato la direzione del sito, nato nel pieno della Bolla delle dot-com, nel 2003, quest'ultimo è stato poi acquistato nel 2005 per 577 milioni di sterline da Sabre. Sempre nel 2003 le è stato offerto un incarico dirigenziale in Selfridges ma nel maggio 2004 è stata coinvolta in un grave incidente stradale in Marocco, rimanendo ricoverata in ospedale nel Regno Unito con 28 ossa rotte fino alla fine dell'anno successivo; l'incidente le ha impedito di poter avere figli naturali.
Tra il 2010 e il 2013 è stata digital champion per il Regno Unito con l'obiettivo di portare avanti la digitalizzazione del paese. In questa posizione ha contribuito ad implementare l'alfabetizzazione digitale, con particolare riguardo all'utilizzo di computer ed altre apparecchiature tecnologiche, e alla creazione del sito gov.uk, venendo incaricata di creare il Servizio digitale del Governo all'interno dell'Ufficio di gabinetto. Per il suo servizio nello sviluppo dell'economia digitale è stata decorata come commendatore dell'Ordine dell'Impero Britannico (CBE).

Stemma di Martha Lane Fox, baronessa Lane-Fox di Soho.

Il 25 marzo 2013 è stata investita dalla regina Elisabetta II della paria a vita col titolo di baronessa Lane-Fox di Soho, divenendo membro di diritto della Camera dei lord come crossbencher, divenendone il membro femminile più giovane; nel suo primo discorso ha posto l'attenzione sull'importanza dell'alfabetizzazione digitale in tutti i settori dell'economia britannica. Nell'ambito del referendum sull'indipendenza della Scozia del 2014 è stata tra i firmatari di una lettera aperta contraria all'indipendenza scozzese. Nel 2014 è stata inoltre nominata rettrice della Open University.

## Vita privata
È impegnata in una relazione sentimentale e convive con Chris Gorell Barnes, imprenditore ed attivista per la conservazione marina. La coppia ha due figli gemelli, Milo e Felix, nati nel 2016 negli Stati Uniti da madre surrogata.

## Ascendenza
|                                             |                        |                                        | Genitori                            |  |  | Nonni |  |  | Bisnonni        |  |  | Trisnonni      |  |
|                                             |                        |                                        |                                     |  |  |       |  |  | Edward Lane-Fox |  |  | James Lane-Fox |  |
|                                             |                        |                                        |                                     |  |  |       |  |  | Edward Lane-Fox |  |  | James Lane-Fox |  |
|                                             |                        | Lucy St. John-Mildmay                  |                                     |  |  |       |  |  | Edward Lane-Fox |  |  |                |  |
| James Lane-Fox                              |                        |                                        |                                     |  |  |       |  |  | Edward Lane-Fox |  |  |                |  |
|                                             |                        | Enid Bethell                           | Alfred James Bethell                |  |  |       |  |  |                 |  |  |                |  |
|                                             |                        | Enid Bethell                           | Alfred James Bethell                |  |  |       |  |  |                 |  |  |                |  |
|                                             |                        | Enid Bethell                           | Maude Amelia Bower                  |  |  |       |  |  |                 |  |  |                |  |
| Robin Lane-Fox                              |                        | Enid Bethell                           |                                     |  |  |       |  |  |                 |  |  |                |  |
|                                             |                        | Arthur Loyd                            | …                                   |  |  |       |  |  |                 |  |  |                |  |
|                                             |                        | Arthur Loyd                            | …                                   |  |  |       |  |  |                 |  |  |                |  |
|                                             |                        | Arthur Loyd                            | …                                   |  |  |       |  |  |                 |  |  |                |  |
| Anne Loyd                                   |                        | Arthur Loyd                            |                                     |  |  |       |  |  |                 |  |  |                |  |
|                                             |                        | Dorothy Willert                        | …                                   |  |  |       |  |  |                 |  |  |                |  |
|                                             |                        | Dorothy Willert                        | …                                   |  |  |       |  |  |                 |  |  |                |  |
|                                             |                        | Dorothy Willert                        | …                                   |  |  |       |  |  |                 |  |  |                |  |
| Martha Lane-Fox, baronessa Lane-Fox di Soho |                        | Dorothy Willert                        |                                     |  |  |       |  |  |                 |  |  |                |  |
|                                             | Gerald William Farrell | …                                      |                                     |  |  |       |  |  |                 |  |  |                |  |
|                                             | Gerald William Farrell | …                                      |                                     |  |  |       |  |  |                 |  |  |                |  |
|                                             | Gerald William Farrell | …                                      |                                     |  |  |       |  |  |                 |  |  |                |  |
| Charles Farrell                             | Gerald William Farrell |                                        |                                     |  |  |       |  |  |                 |  |  |                |  |
|                                             |                        | …                                      | …                                   |  |  |       |  |  |                 |  |  |                |  |
|                                             |                        | …                                      | …                                   |  |  |       |  |  |                 |  |  |                |  |
|                                             |                        | …                                      | …                                   |  |  |       |  |  |                 |  |  |                |  |
| Louisa Caroline Mary Farrell                |                        | …                                      |                                     |  |  |       |  |  |                 |  |  |                |  |
|                                             |                        | Charles Paget, VI marchese di Anglesey | Alexander Paget                     |  |  |       |  |  |                 |  |  |                |  |
|                                             |                        | Charles Paget, VI marchese di Anglesey | Alexander Paget                     |  |  |       |  |  |                 |  |  |                |  |
|                                             |                        | Charles Paget, VI marchese di Anglesey | Hester Stapleton-Cotton             |  |  |       |  |  |                 |  |  |                |  |
| Katharine Paget                             |                        | Charles Paget, VI marchese di Anglesey |                                     |  |  |       |  |  |                 |  |  |                |  |
|                                             |                        | Victoria Manners                       | Henry Manners, VIII duca di Rutland |  |  |       |  |  |                 |  |  |                |  |
|                                             |                        | Victoria Manners                       | Henry Manners, VIII duca di Rutland |  |  |       |  |  |                 |  |  |                |  |
|                                             |                        | Victoria Manners                       | Violet Lindsay                      |  |  |       |  |  |                 |  |  |                |  |
|                                             |                        | Victoria Manners                       |                                     |  |  |       |  |  |                 |  |  |                |  |